# Barville (Eure)
Barville é uma comuna francesa na região administrativa da Normandia, no departamento de Eure. Estende-se por uma área de 2,68 km². Em 2010 a comuna tinha 77 habitantes (densidade: 28,7 hab./km²).